# Aleksej Jelisejev
Aleksej Stanislavovitj Jelisejev (Russisk:Алексей Станиславович Елисеев; født 13. juli 1934 i Sjisdra, Kaluga oblast ) var en sovjetisk kosmonaut, der fløj på tre missioner i Sojuz-programmet: Sojuz 5/Sojuz 4, Sojuz 8, og Sojuz 10.
Som kandidat fra Bauman højere tekniske skole i Moskva arbejde Jelisejev som ingeniør i Sergej Koroljevs udviklingsafdeling før han blev udvalgt til kosmonauttræning. Efter at være blevet pensioneret fra rumprogrammet i 1985 besad han en administrativ position ved Bauman skolen i nogle år før han trak sig helt tilbage.
Aleksej Jelisejev blev belønnet med titlen Sovjetunionens helt to gange. Han blev også tildelt leninordnen to gange.

| Rumfart | Spire Denne artikel om rumfart er en spire som bør udbygges. Du er velkommen til at hjælpe Wikipedia ved at udvide den. |